# Сопотско
Сопотско или Съпотско (на македонска литературна норма: Сопотско) е село в община Ресен, Северна Македония.

## География
Селото e разположено в голяма близост до град Ресен източно от него, в западните поли на Бигла планина.

## История
Името на селото произлиза от праславянската дума „сопотъ“ – шумящ поток, извор.
В XIX век Сопотско е село в Битолска кааза, Нахия Горна Преспа на Османската империя. В „Етнография на вилаетите Адрианопол, Монастир и Салоника“, издадена в Константинопол в 1878 година и отразяваща статистиката на населението от 1873 година, Сопотско (Sopotsko) е посочено като село с 45 домакинства и 138 жители българи.
Иконите в църквата „Св. св. Константин и Елена“ са дело на Йосиф Мажовски и Яков Мажовски.
Според статистиката на Васил Кънчов („Македония. Етнография и статистика“) от 1900 година Съпотско е изцяло българско село, но разделено в религиозно отношение, като от общо 495 жители, християните са 420, а мохамеданите – 75.
На Етнографската карта на Битолския вилает на Картографския институт в София от 1901 година Сопотско е смесено село българи, албанци и власи в Битолската каза на Битолския санджак със 118 къщи.
В началото на XX век българите християни в селото са под върховенството на Българската екзархия. По данни на секретаря на екзархията Димитър Мишев („La Macédoine et sa Population Chrétienne“) през 1905 година в Сапотско има 640 българи екзархисти и функционира българско училище.
При избухването на Балканската война в 1912 година 3 души от Сопотско са доброволци в Македоно-одринското опълчение.
Според преброяването от 2002 година селото има 222 жители, от които:
| Националност     | Всичко |
| северномакедонци | 184    |
| албанци          | 36     |
| турци            | 0      |
| роми             | 0      |
| власи            | 0      |
| сърби            | 0      |
| бошняци          | 0      |
| други            | 2      |

## Личности
Родени в Сопотско
- Али Мухарем, арестуван преди април 1904 година, обвинен в „участие в убийството на Митре Дуко и Стоян Марко от село Плаке, които били убити в Сопотската планина по предположението, че са бунтовници“, затворен в следствения арест от Апелативния наказателен съд, амнистиран с общата амнистия от 12 април 1904 година[10]
- Методи Балалчев (1896 – 1978), български художник
- Мехмед Тафил, арестуван преди април 1904 година, обвинен в „участие в убийството на Митре Дуко и Стоян Марко от село Плаке, които били убити в Сопотската планина по предположението, че са бунтовници“,[11] затворен в следствения арест от Апелативния наказателен съд, амнистиран с общата амнистия от 12 април 1904 година[10]
- Наум Пецалев – Бекрията (1874 – ?), български революционер, четник при Спиро Олчев в Ресенско през 1904 година[12]
- Реис Шакири (1922 – 2006), югославски политик, партизанин
- Ресул Шакири (р. 1931), политик от Социалистическа република Македония

Други
- Симеон Радев, български писател и дипломат, по произход от Сопотско